# Tramway de Saint-Amand à Hellemmes
L eTramway de Saint-Amand à Hellemmes est un tramway qui reliait Saint-Amand-les-Eaux à Hellemmes dans le département du Nord entre 1896 et 1932. Il est construit et exploité par la compagnie des Chemins de fer économiques du Nord (CEN).

## Histoire
Le département du Nord est autorisé en 1893 à construire une ligne de tramway sous le régime des voies ferrées d'intérêt local (VFIL) entre Saint-Amand-les-Eaux et Hellemmes. La construction et l'exploitation sont concédées pour une durée de soixante ans à la société des Chemins de fer économiques du Nord (CEN).
Le tramway est mis en service en 1896 entre Lecelles et Hellemmes (section de 28 km) puis prolongé un an plus tard  entre les communes de Lecelles et Saint-Amand-les-Eaux (section de 4 km).
La voie est en accotement de la nationale 355.
Au terminus de la gare d'Hellemmes, il existe une correspondance avec la ligne G du tramway de Lille.

### Suppression
Le tram cesse de circuler  en 1932.

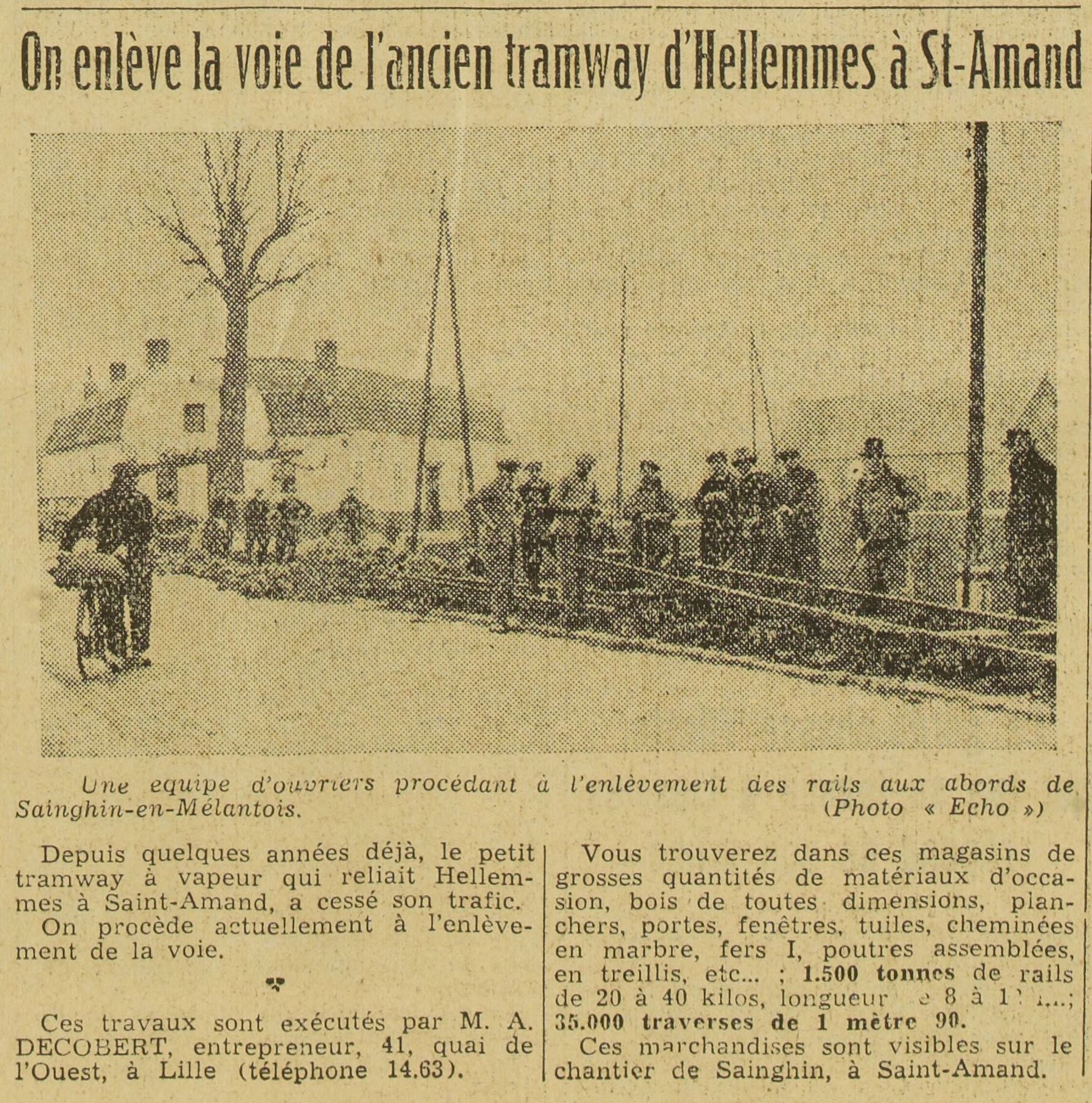
L'enlèvement des voies à Sainghin-en-Mélantois en 04 1935, article du Grand Écho du Nord.

Les voies sont déposées en avril 1935.

### Vestiges
- la station de Bouvines ;
- le dépôt de Lecelles.

## Infrastructure

### Voies et tracés
La voie est établie à l'écartement métrique.

### Arrêts

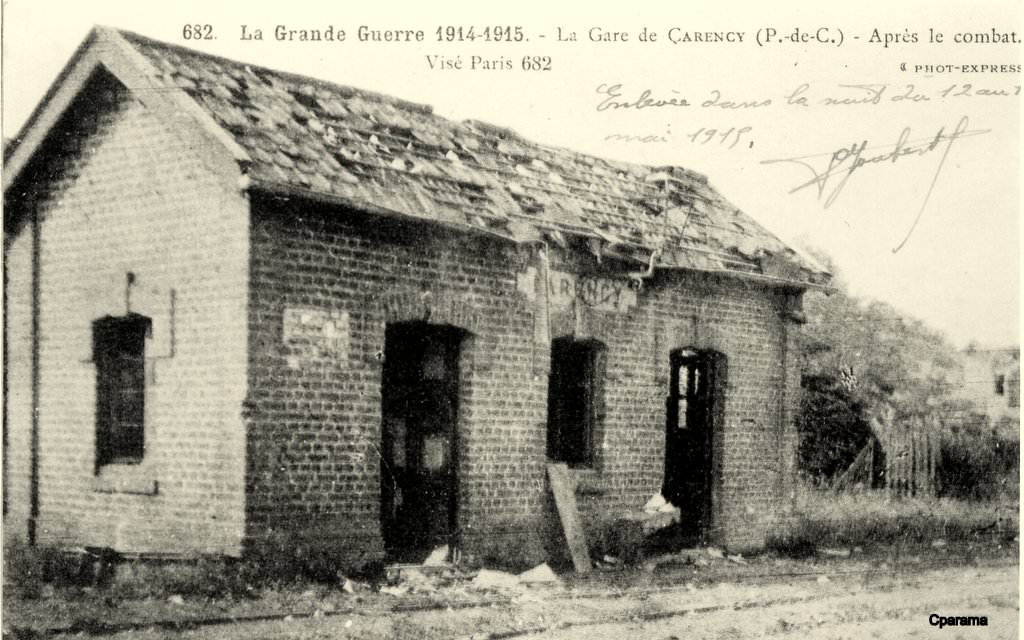
Aubette de la station de Carency (ligne Lens - Frévent) du même modèle que celle de Bouvines.

Seul un bâtiment voyageur est connu sur la ligne, il s'agit d'une aubette en briques d'un modèle standardisé (type 2) de la station de Bouvines. La ligne assure par ailleurs la correspondance avec le grand chemin de fer aux terminus de Saint-Amand-les-Eaux et Hellemmes ainsi qu'aux gares de Lecelles et Bachy.
Les gares n'appartenant pas aux CEN sont en italique.
Type : type de bâtiment standardisé, «u» bâtiment à l'architecture unique, «nc.» non concerné dans le cas de bâtiments d'autres compagnies, voir CEN, section arrêts pour la description des modèles standardisés d'arrêts.
| Illustration | Nom                  | Arrêt   | Ville                | Type |
| ------------ | -------------------- | ------- | -------------------- | ---- |
|              | Saint-Amand-les-Eaux | Gare    | Saint-Amand-les-Eaux | nc.  |
|              | Lecelles             | Gare    | Lecelles             | nc.  |
|              | Bachy                | Gare    | Bachy                | nc.  |
|              | Bouvines             | Station | Bouvines             | 2    |
|              | Hellemmes            | Gare    | Hellemmes-Lille      | nc.  |

### Dépôt
Le dépôt pour le remisage et l'entretien du matériel roulant est situé à Lecelles le long de la ligne sur la route de Lille à Valenciennes (50° 28′ 09″ N, 3° 23′ 54″ E). L'ensemble des bâtiments existe toujours de nos jours et sert d'habitation. La mention « Chemins de fer économiques du Nord » est encore présente sur la façade du bâtiment visible de la route.

## Matériel roulant

### Exploitation
Le gabarit du matériel roulant est identique à celui en vigueur sur le tramway d'Armentières à Halluin : la largeur des véhicules est limitée à 2,3 m. L'exploitation se faisant au moyen de locomotives à vapeur et remorques, la longueur des trains ne peut dépasser 60 m pour un maximum de 10 voitures. La vitesse des trains en exploitation est limitée à 20 km/h.

### Locomotives à vapeur

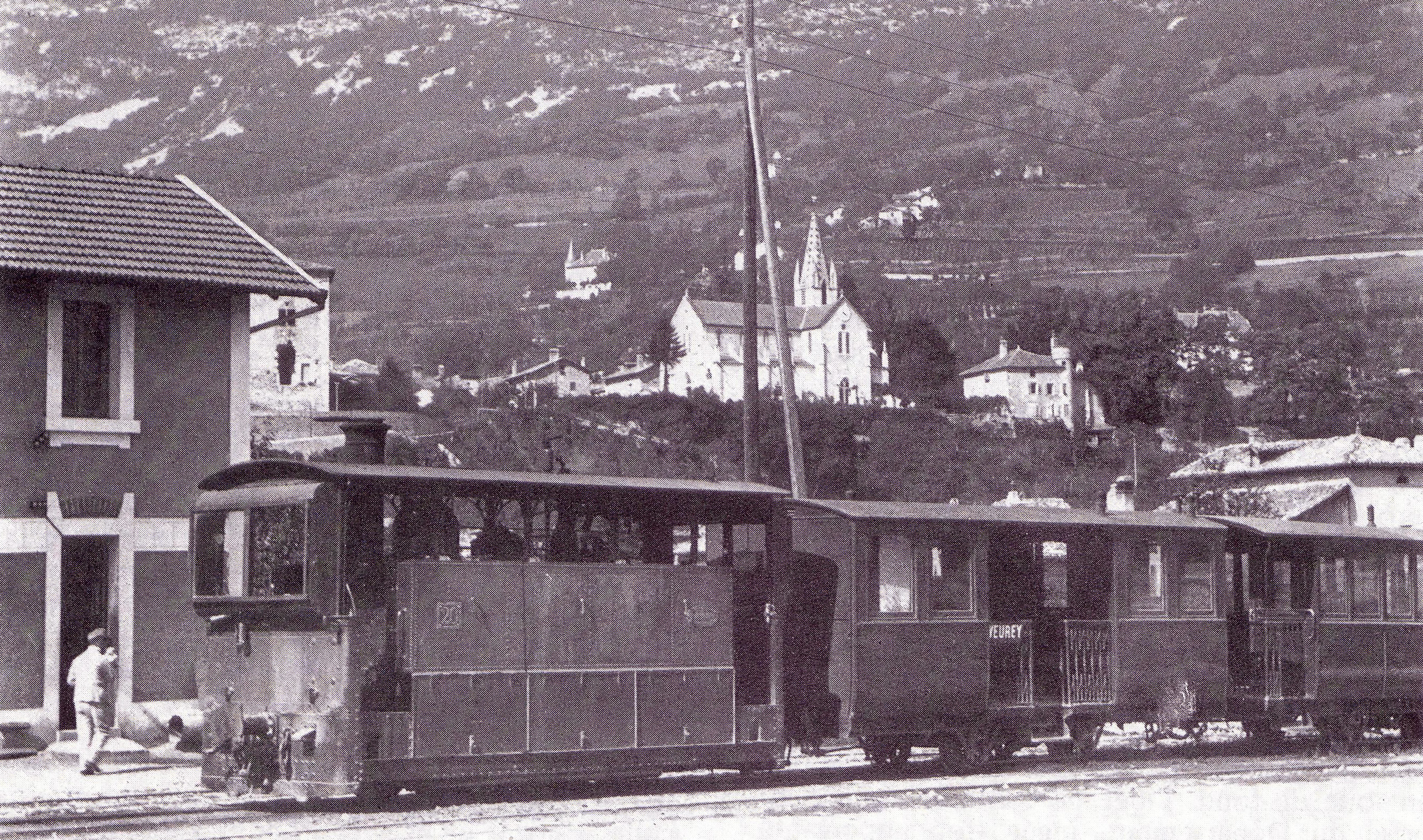
Locomotive bicabine de type 030T de la série 15 à 21.

- N° 17 et 18, type 030T Locomotive bicabine, issues d'une série de 7 machines (numéros 15 à 21)[b], livrée en 1896 par les Ateliers de construction du Nord de la France (ANF) de Blanc-Misseron[5];
- No 30, type 030T bicabine livrée en 1884 par La Métallurgique de Tubize au Chemin de fer à voie étroite de Bruxelles à Ixelles-Boendael (BIB);

Les locomotives N°23 et 30, de type 030T bicabine  ont été endommagées par fait de guerre et reconstruites  puis livrées en 1924 par Piguet,, l'une pour le chemin de fer de Lens à Frévent, la seconde pour le tramway de Saint-Amand à Hellemmes, la 23 est par la suite mutée sur la ligne Boulogne - Bonningues